# Limonia kumbu
Limonia kumbu là một loài ruồi trong họ Limoniidae. Chúng phân bố ở miền Australasia.